# Dooble (navegador web)
Dooble  é um navegador multi-plataforma, que tem performance, estabilidade e integra gerenciador de downloads, cliente de e-mail e barra de pesquisa. Tem seu próprio Search Engine e Messenger embutidos. É também gerenciador de arquivos, como o Konqueror. 